# Lappbäcken
Lappbäcken är en tidigare småort i Kalix kommun, Norrbottens län. 2015 ändrade SCB sin definition av småorter, varvid Lappbäcken visade sig inte längre uppfylla kraven för att kvarstå som småort.

## Om orten
I Lappbäcken planeras det för att byggas ett nytt bostadsområde med cirka 18 villatomter.

## Kommunikationer
Väg E4 passerar vid Lappbäcken.